# 磯田彩実
磯田 彩実（いそだ あやみ、1989年8月22日 - ）は、テレビ北海道（TVh）所属のアナウンサー。北海道帯広市出身で、同札幌市育ち。
東海大学付属第四高等学校、北海道大学工学部情報エレクトロニクス学科卒業。2011年、北大3年生の時にミスさっぽろに選ばれ、最後のミスさっぽろを務めた。大学では人工知能を使った対話システムを研究。
卒業後の2012年に入局、レギュラー番組を担当することになった。新人だったため、当初の所属部署が不明だったが、10月1日より正式にアナウンサーとして所属することになった。テレビ北海道のアナウンサー新卒採用は、2002年に入局した佐々木由衣子（2007年3月に退社）以来10年ぶりである。

## 担当番組
- けいざいナビHOKKAIDO （2012年4月1日 - ）
- TVh道新ニュース（不定期）
- スイッチン! （リポーター）
- みんなで道フェス！2019（2019年2月23日、北海道内テレビ6局による合同制作の同時生放送特別番組）
- 磯田と湯浅 （2020年4月 - 2021年3月）
- ぐっさんのおいしい!北海道マルシェ（2021年9月25日）- ナレーション